# Perbál
Perbál é um município da Hungria, situado no condado de Peste. Tem 25,65 km² de área e sua população em 2015 foi estimada em 2.056 habitantes.